# Паромная переправа Балтийск — Усть-Луга
«Балтийск-Усть-Луга» — специализированная паромная переправа, соединяющая основную часть Российской Федерации с Калининградской областью.

## Описание
Конечными точками маршрута являются морские торговые порты Балтийска и Усть-Луги. Маршрут Балтийск-Усть-Луга являлся основным для транспортировки в Калининград и обратно грузов оборонного значения. Время в пути − 56 часов. Так как территория Калининградской области является ОЭЗ, то на пароме проходит таможенное оформление грузов.

## Паромы
- Железнодорожный паром «Амбал» — построен в 1990
- Железнодорожный паром «Балтийск» — построен в 1984
- Железнодорожный паром «Маршал Рокоссовский» (с 4 марта 2022 года)
- Генерал Черняховский (с 6 октября 2022)
- Сухогруз «Урса Майор» построен в 2009
- паром «Петербург» — выведен из эксплуатации.

## Альтернативные маршруты
Железнодорожный маршрут из Калининграда через территорию Литвы в Белоруссию и далее в Россию.

## Эксплуатация
Паромная переправа эксплуатируется компанией Росморпорт, Оборонлогистика.